# Mesnilisca trivittata
Mesnilisca trivittata är en tvåvingeart som beskrevs av Zimin 1974. Mesnilisca trivittata ingår i släktet Mesnilisca och familjen parasitflugor. Inga underarter finns listade i Catalogue of Life.